# Köcsk
Köcsk is een plaats (község) en gemeente in het Hongaarse comitaat Vas. Köcsk telt 306 inwoners (2001).